# Asociația Federațiilor Internaționale a Sporturilor Olimpice de Vară
Asociația Federațiilor Internaționale a Sporturilor Olimpice de Vară (în engleză Association of Summer Olympic International Federations, acronim ASOIF) este o asociație non-profit care reunește federațiile sportive internaționale care fac parte din CIO și care guvernează, prin urmare, cele 28 de discipline care fac parte din programul Jocurilor Olimpice de Vară.

## Federații
- WA (Atletism)
- BWF (Badminton)
- FIFA (Fotbal)
- ICF (Canoe)
- FISA (Canotaj)
- UCI (Ciclism)
- FIG (Gimnastică)
- IGF (Golf)
- FIH (Hochei pe iarbă)
- IJF (Judo)
- FILA (Lupte)
- FIBA (Baschet)
- IHF (Handbal)
- FIVB (Volei)
- AIBA (Box)
- UIPM (Pentatlon modern)
- FIE (Scrimă)
- IWF (Haltere)
- FINA (Sporturi nautice)
- FEI (Călărie)
- IRB (Rugby)
- WT (Taekwondo)
- ITF (Tenis)
- ITTF (Tenis de masă)
- ISSF (Tir sportiv)
- WT (Triatlon)
- FITA (Tir cu arcul)
- ISAF (Sporturi cu vele)